# بيان لو (أذربيجان الغربية)
بيان‌ لو هي قرية في مقاطعة خوي، إيران. عدد سكان هذه القرية هو 354 في سنة 2006.